# Plourhan
Plourhan település Franciaországban, Côtes-d’Armor megyében. Lakosainak száma 2137 fő (2022. január 1.). Plourhan Saint-Quay-Portrieux, Tréveneuc, Binic-Étables-sur-Mer, Lantic, Pléguien és Plouha községekkel határos.

## Népesség
A település népességének változása:
| Lakosok száma | 1164 | 1189 | 1326 | 1880 | 1984 | 1987 | 1996 | 1991 | 2040 | 2137 |
|               | 1968 | 1982 | 1990 | 2006 | 2013 | 2015 | 2017 | 2019 | 2020 | 2022 |